# Ред и закон
Ред и закон (енгл. Law & Order) је америчка полицијско-процедурална правна драма коју је створио Дик Волф чиме је покренута франшиза Ред и закон. Емитујући се цело време на каналу НБЦ, Ред и закон је премијерно почео 13. септембра 1990. године, а завршио се после двадесете и последње сезоне 24. маја 2010. године.
Смештена са снимањем и радњом у Њујорк, серија прати два приступа: први део је истрага злочина (обично убиства) и привођење починиоца од стране детектива њујоршке полиције, а други тужење оптужених од стране окружног тужилаштва Менхетна. Радња је често темељена на правим случајевима и неким новоизашлим новинским насловима иако је мотив за злочина и починиоца могао да буде и другачији.
Серија је имала велики број чланова главне поставе током година. Међу најдуже осталим члановима главне поставе били су Стивен Хил као окружни тужилац Адам Шиф (сезоне 1−10), Џери Орбак као детектив Лени Бриско (сезоне 3−14), Ш. Епата Меркерсон као поручница Анита ван Бјурен (сезоне 4−20), Сем Вотерстон као извршни помоћник окружног тужиоца (касније в.д. окружног тужиоца па окружни тужилац) Џек Мекој (сезоне 5−23) и Џеси Л. Мартин као детектив Ед Грин (сезоне 10−18).
Са двадесет сезона, Ред и закон је друга по реду дугогодишње-емитована америчка серија ударног термина после свог огранка Ред и закон: Одељење за специјалне жртве (1999−до данас). Успех серије довео је до стварања додатних серија чиме је Ред и закон постао франшиза са такође једним филмом, неколико игрица и међународних прилагођавања серије. Серија је добила и бирана за награде неколико пута током година, а добила је и неколико Еми награда.
Дана 14. маја 2010. године, НБЦ је објавио да је укинуо Ред и закон и да ће емитовати последњу епизоди 24. маја 2010. године.
Одмах после укидања серије, Волф је покушао да пронађе нови дом за серију. Ти покушаји су пропали па је у јулу 2010. године Волф објавио да је серије сада "отишла у повест".
Дана 28. октобра 2020. године, најављено је да ће ТВ специјал под називом Пејли центар приказује Ред и закон: Пре него што су постали звезде почети 12. новембра 2020. године.
Дана 28. септембра 2021. године, НБЦ ја обновио серију за 21. сезону.

## Опис
Ред и закон је америчка криминалистичка серија која се бави откривањем починилаца злочина и њиховим суђењима након тога. Серија је емитована од 30. септембра 1990. до 24. маја 2010. године. Серија садржи 456. епизоде и један филм.

## Продукција

### Повест и развој
1988. године, Дик Волф развио је сценарио за  нову телевизијску серију која би приказала местимично оптимистичну слику америчког правосудног састава. У почетку се играо замишљу да је назове Ноћ и дан, а онда му је пао на памет наслов Ред и закон. Први део сваке епизоде пратио би два детектива (старијег и млађег) и њиховог надређеног током истраге насилног злочина.
Други део епизоде пратио би Окружно тужилаштво и судове док два тужиоца уз савет окружног тужиоца покушавају да осуде оптуженог. Помоћу овога, Ред и закон би могао да истражи неке веће дневне теме усредсређујући се на приче које су утемељене на правим случајевима који су доспели у новине.
Волф је изложио замисао тадашњем председнику Универзал телевизије Керију Меклагеџу који је указао на сличност са серијом из 1963. године под називом Хапшење и суђење која је трајала једно сезону. Њих двојица су погледали пробну епизоду те серије у којој полицајац (Бен Газара) хапси човека због пљачке у току прве половине епизоде, а онда заступник ког је тумачио Чак Конорс ослобађа човека јер је погрешно ухапшен током друге половине и такве су биле епизоде сваке недеље.
Волф је одлучио да, иако би и његови детективи с' времена на време заказали, жели свеж приступ жанру којим би прелазио са полицијске истраге на суђење уз већи степен реализма. Сем тога, тужиоци би били јунаци што би било супротно уобичајеној формули правних драма.
У почетку је Фокс поручио 13 епизода на ту тему без пробне епизоде. Тадашњи руководилац телевизије Бери Дилер је повукао одлуку. Иако му се свидела замисао, он није веровао да је то "Фоксова серија". Волф се онда обратио ЦБС-у који је наручио пробну епизоду „Свима омиљени политичар” коју је Волф написао о подмићеним политичарима који сарађују са мафијом. Телевизији се свидела пробна епизода, али је није емитовала јер није било великих звезда.
У лето 1989. године, главни и одговорни уредници НБЦ-а Брендан Тартиков и Ворен Литлфилд су погледали епизоду и свидела им се, али су бринули да због жестине серија не би могла да иде сваке недеље. Међутим током 1990. године, главни и одговорни уредници НБЦ-а стекли су довољно самоуверености у то да би ново настала серија могла да привуче широку публику па су наручили пуну сезону за серију.

### Снимање
Серија је снимана у местима Њујорка и позната је по честом коришћењу тамошњих објеката. Студији су били у лукама Челсија. У првим епизодама, призори у судницама снимани су у старој њујоршкој судници пре него што је студио за судницу изграђен. У каснијим сезонама, градоначелници Њујорка Руди Ђулијани и Мајкл Блумберг, заступник Вилијам Канстлер и конгресмен Бронкса Хозе Серано су се појавили тумачећи себе.
Месне личности су се такође на кратко појављивале као измишљени ликови, међу којима су били и Дона Хановер и Фран Лебовиц као судије. Дана 14. септембра 2004. године, улици у Њујорку која је водила до Луке 62 у лукама Челсија (где је серија углавном снимана) промењен је назив у "Улица Реда и закона" у част серије.

### Музика и звучни ефекти
Музику за Ред и закон радио је композитор ветеран Мајк Пост и намерно је прављена да се и у најмањем могућем коришћењу уклопи у скраћени начин серије. Пост је написао музику за шпицу користећи синтисајзер, гитару и кларинет. Сем тога, мењање призора пратио је звук који је разрадио Пост. Он је звук назвао "Кланг", критичар Недељне забаве Кен Такер говорио је о звуку као "претећи чанг чанг", глумац Ден Флорек (у реклами) га је назвао "донк донк", а Ричард Белзер "Звук благајне Дика Волфа".
Тај звук премешта гледаоца са призора на призор, прелазећи са времена на време важношћу и непосредношћу судијског чекића − чиме је и Пост махао док је стварао. Иако пдсећа на лупање затворских врата, то је  у ствари мешавина "6-7" звукова, међу којима је био и звук 500 Јапанаца док ходају дрвеним подом. Звук је постао толико познат као и Ред и закон да се користио и у другим серијама у франшизи.
Док се серија емитовала у Великој Британији на Каналу 5, од 7. до 16. сезоне серија Ред и закон користила је музику Роба Дугана за уводну шпицу, а од 17. до 20. сезоне је поново коришћена изворна америчка музика.

## Уводне речи
У правосудном саставу, грађане заступају две одвојене, али подједнако важне скупине. Полиција која истражује злочине и окружно тужилаштво које тужи починиоце. Ово су њихове приче.

Шаблон:Nb10—Уводни текст чита Стивен Зирнкилтон.
Свака епизода серије почињала је текстом који је читао Стивен Зирнкилтон. Изузетак је била епизода „Бујице похлепе (2. део)”.

## Улоге и ликови
- Џорџ Зундза као наредник Макс Гриви (сезона 1)[note 1]
- Крис Нот као детектив Мајк Логан (сезоне 1−5)
- Ден Флорек као капетан Доналд Крејген (главни: сезоне 1−3; гост: сезоне 5, 10 и 15)
- Мајкл Моријарти као ИПОТ Бен Стоун (сезоне 1−4)
- Ричард Брукс као ПОТ Пол Робинет (главни: сезоне 1−3; гост: сезоне 6, 16−17)
- Стивен Хил као ОТ Адам Шиф (сезоне 1−10)
- Пол Сорвино као наредник Фил Серета (сезоне 2−3)
- Керолин Мекормик као др. Елизабет Оливет (главни: сезоне 3−4; епизодни: сезоне 2, 5−7, 13−14 и 16−18; гост: сезоне 9−10 и 19−20)
- Џери Орбак као детектив Лени Бриско (сезоне 3−14)
- Ш. Епата Меркерсон као поручница Анита ван Бјурен (сезоне 4−20)
- Џил Хенеси као ПОТ Клер Кинкејд (сезоне 4−6)
- Сем Вотерстон као ИПОТ/ОТ Џек Мекој (сезоне 5−23)
- Бенџамин Брет као детектив Реј Кертис (главни: сезоне 6−9; гост: сезона 20)
- Кери Лоуел као ПОТ Џејми Рос (главни: сезоне 7−8; гост: сезоне 10−11 и 21)
- Енџи Хармон као ПОТ Еби Кармајкл (сезоне 9−11)
- Џеси Л. Мартин као детектив Ед Грин (сезоне 10−18)
- Дајен Вист као в.д. ОТ Нора Луин (сезоне 11−12)
- Елизабет Ром као ПОТ Серена Садерлин (сезоне 12−15)
- Фред Далтон Томпсон као ОТ Артур Бренч (сезоне 13−17)
- Денис Ферина као детектив Џо Фонтана (сезоне 15−16)
- Ени Перис као ПОТ Александра Борџија (сезоне 15−16)
- Мајкл Империоли као детектив Ник Фалко (главни: сезона 15; гост: сезона 16)
- Милена Говић као детективка Нина Кесиди (сезона 17)
- Алана де ла Гарза као ПОТ Кони Рубироза (сезоне 17−20)
- Џереми Систо као детектив Сајрус Лупо (сезоне 18−20)
- Линус Роуч као ИПОТ Мајкл Катер (сезоне 18−20)
- Ентони Андерсон као детектив Кевин Бернард (сезоне 18−21)
- Џефри Донован као детектив Френк Косгров (сезоне 21−22)
- Камрин Менхајм као поручница Кејт Диксон (сезоне 21−23)
- Хју Денси као ИПОТ Нолан Прајс (сезоне 21− )
- Одеља Халеви као ПОТ Саманта Марун (сезоне 21− )
- Мекад Брукс као детектив Џејлен Шо (сезоне 22−24)
- Рид Скот као детектив Винсент Рајли (сезоне 23− )
- Тони Голдвин као ОТ Николас Бакстер (сезоне 23− )
- Мора Тирни као поручница Џесика Брејди (сезона 24)

За пробну епизоди 1988. године, Џорџ Зундза и Крис Нот добили су улоге изворних детектива, наредника Макса Гривија и детектива Мајка Логана. Продуценти су осетили да би Zundzа био савршени старији полицајац јер је био неко за кога су продуценти осећали да би могли са њим да се возе марицом. Нот и Мајкл Медсен су били кандидати за улогу Логана. Медсен је у почетку сматран за савршен избор за улогу, али се после коначног читања осетило да је његов начин глуме био понован па је Нот добио улогу. Како би се заокружила полицијска постава, Ден Флорек је добио улогу капетана Доналда Крејгена.
На тужилачкој страни, Мајкл Моријарти био је први избор Дика Волфа да игра извршног помоћника окружног тужиоца Бенџамина "Бена" Стоуна. Телевизија је ипак више волела да то буде Џејмс Нотон, али је на крају Волфов избог превагнуо, а Моријарти добио улогу. Ричард Брукс и Ерик Ла Сејл су разматрани за улогу Пола Робинета. Телевизији се свидео Ла Сејл, али је опет избор продуцената превагнуо, а Брукс добио улогу. Као њихов шеф, Рој Тајнс је добио улогу окружног тужиоца Алфреда Вентворта.
Готово две године је прошло од пробне епизоде до почетка снимања серије. Продуценти су задржали могућности за Зундзу, Нота, Моријартија и Брукса. Сваком је плаћено још годину дана и враћен је. И Флорек се вратио. Тајнс, је међутим, играо у серији Мрачне сенке па је одбио да се врати. Уместо њега, продуценти су довели Стивена Хила да игра окружног тужиоца Адама Шифа, лика штуро утемељеног на правом окружном тужиоцу Роберту Моргенту. Хил је донео искуство и престиж серији па су му као таквом продуценти дали могућност да усмерава лик у правцу у ком је он мислио да треба да иде.
Зундза се разочарао када је схватио да ће се серија подједнако бавити свим главним ликовима, а не само његовом. Иако су глумци волели његову глуму, њима је било јако непријатно око Зундзе који се много секирао због сталног путовања у Њујорк из свог дома у Лос Анђелесу. Џунџа је дао отказ после годину дана у серији, а наредник Гриви је отписан тако што је убијен на дужности.
Њега је заменио Пол Сорвино као наредник Фил Серета за ког се сматрало да има још тежу нарав него Џунџин Гриви и Мајк Логан. Серета је у почетку био одушевљен улогом, али је напустио серију половином треће сезоне жалећи се на тежак распоред снимања серије и јер је имао потребу да прошири своје видике и жељу да очува гласовне способноости за оперу. Наредник Серета је отписан тако што је рањен на дужности после чега се пребацио на канцеларијски посао у другој испостави.
Како би заменили Сорвина у серији, Волф је одабрао Џерија Орбака (који се раније појавио у улози заступника Френка Лермана током 2. сезоне у епизоди "Вође љубави") за улогу детектива Леонарда В. "Ленија" Бриска. Орбаково тумачење детектива Бриска светског нивоа који је волео да мудрује је утемељен на сличном лику полицајца који је играо 1981. године у филму Краљевић града за ког је Вoлф лично тражио да га понови у серији.
Током 2. сезоне, Керолин Мекормик добила је епизодну улогу др. Елизабет Оливет, полицијске психологиње која је довођена на случај када је то затребало. НБЦ је терао продуценте да додају женске ликове у мушку главну поставу. Она је додата у уводну шпицу под натписом "такође у главним улогама" током 3. и 4. сезоне, али упркос напорима продуцената да је укључе у што је више епизода могуће, али показало се тешко убацити је у облик који се ослањан на полицију и тужилаштво па је зато уклоњена из шпице на почетку 5. сезоне.
Мекормикова је остала у серији на епизодној основи, али је веровала да јој је лик постао мање темељан и сложен, а улога сведена углавном на "неискусну психологију". Она је напустила серију после 7. сезоне како би играла у серији Умоломац. После укидања Умоломца, она се вратила почетком 13. сезоне и појављивала повремено до 20. сезоне.
Крајем 3. сезоне, уредници НБЦ-а су и даље осећали да нема довољно женских ликова. По наређењу тадашњег председавајућег Ворена Литлфилда, нови женски ликови морали су бити додати или ће серији претити укидање премештањем на термин емитовања петком. Волф је схватио да, пошто има шест главних улога у серији, неко мора да иде. Он је одабрао да отпусти Флорека и Брукса из главне поставе, а касније је рекао да су му то била два најтежа телефонска позива која је икад обавио. Иако је продукција рекла да су откази, поготово Бруксов који се није најбоље слагао са Моријартијем, били из других разлога, Волф је потврдио да су откази дошло по Литлфилдовој наредби.
Како би се заменио Флорек, Ш. Епата Меркерсон добила је улогу новог вође испоставе поручнице Аните ван Бјурен (Меркерсонова је раније играла мајку једне жртве пуцњаве у епизоди „Печурке” у 1. сезони). Како би се заменио Брукс, Џил Хенеси добила је улогу помоћнице окружног тужиоца Клер Кинкејд. Иако у почетку није дато објашњење за одласке Флорека и Брукса, њих двојица су се касније враћали како би гостовали када је капетан Крејген премештен у Биро за унутрашњу контролу, а ПОТ Робинет постао заступник. Флорек се такође враћао и да режира неколико епизода, а његов лик је на крају постао главни лик у серији Ред и закон: Одељење за специјалне жртве.
У међувремену, Моријартијево понашање и на снимању и ван њега постало је проблематично за Волфа. После јавне изјаве у којој је Моријарти назвао државну тужитељку Џенет Рено "Нацистичким психопатом" јер се она трудила да цензурише телевизијско насиље, он се вербално сукобио са њом на једној вечери у Вашингтону. Волф је замолио Моријартија да стиша мало своје опаске, а он му је одговорио тако што је дао отказ у серији следеће недеље. Ово је можда изазвало његово опијање јер је признао (у свом чланку на Википедији) да је био "тежак алкохоличар" док није отишао на лечење у фебруару 2004. године. Последња прича о Бену Стоуну била је да је дао отказ пошто су жену коју је убедио да сведочи против једног руског мафијаша убили његови људи. Како би се заменио Моријарти, Сем Вотерстон био је први Волфов избор за улогу извршног помоћника окружног тужиоца Џона Џ. "Џека" Мекоја. Вотерстонов лик био је другачији од Моријартијевог јер је Џек Мекој створен као осећајније уравнотеженији и згоднији.
Волф је отпустио Нота када му је уговор истекао на крају 5. сезоне јер је осетио да су Лени Бриско и Мајк Логан постали преслични па је сценаристима било претешко да им пишу дијалоге. Сем тога, Нот је био разочаран серијом после отказа Флореку и Бруксу и остао је огорчен према Волфу за кога је осећао да није пријатељ глумцима. Последње о детективу Логану било је то да је пребачен на Државно острво у Јединицу за домаће насиље као казну јер је ударио народног посланика који је наредио убиство свог сарадника педера и успео да се извуче из оптужби. У телевизијском филму Изгнан: Ред и закон филм, у ком је Нот играо, вртео се око Логанових покушаја да се врати у одељење. Нота је заменио Бенџамин Брет као детектив Рејналдо "Реј" Кертис који је добио улогу у покушају да се пронађе згоднији глумац од Нота за главну поставу.
Хенесијева је одлучила да не продужава уговор на крају 6. сезоне како би се посветила и другим пословима, а Клер Кинкејд отписана је тиме што је погинула у саобраћајној несрећи због возача који је возио под дејством алкохола. Њу је заменила Кери Лоуел као помоћница окружног тужиоца Џејми Рос. Лоуелова је остала у серији до краја 8. сезоне, а онда је отишла да би провела више времена са ћерком. Џејми Рос је отписана тако што је напустила тужилаштво из сличних разлога. Лоуелову (која се касније вратила у пар наврата) је заменила Енџи Хармон као помоћница окружног тужиоца Ебигејл "Еби" Кармајкл која је створена као гласовитија и говорљивија него своји претходници. Хармонова се пријавила на аудицију за улогу заједно са још 85 глумица међу којима је била Ванеса Вилијамс, а добила је улогу када је Волф чуо њен тексашки нагласак.
Од 8. сезоне (1997), Џ. К. Симонс добио је епизодну улогу др. Емила Скоде, психијатра који сарађује са полицијом. Он се појавио у 41 епизоди до 2004. године. После се појавио у још 3. епизода у последњој сезони.
Брет је напустио серију на крају 9. сезоне, рекавши да је то пријатељски растанак и да би волео да се врати и гостује у некој епизоди што се на крају и десило у епизоди „Савезњак” 20. сезоне. Детектив Кертис је отписан тако што је напустио полицију како би бринуо о својој супрузи која је патила од мултипле склерозе у последњим данима. Њега је заменио Џеси Л. Мартин као детектив Ед Грин који је створен као мало немирнији него Нотов Логан и Бретов Кертис. (Бриско је описан као излечени алкохоличар као што је и Крејген био, а Грин као излечени присилни коцкар). 2000. године, Стивен Хил је најавио да ће напустити серију после 10. сезоне. Хил, који је био последњи члан изворне главне поставе, рекао је да је његов одлазак узајамно договорен са продуцентима. Њега је заменила Дајен Вист као в.д. окружног тужиоца Нора Луин, а Адам Шиф је отписан тако што је без приказивања отишао како би помагао јеврејска добротворна удружења и Удружења за људска права у Европи.
Наредне године, Хармонова је напустила серију после 3 године (Еби Кармајкл је отписана тако што је позвана у Државно тужилаштво), а заменила ју је Елизабет Ром као помоћница окружног тужиоца Серена Садерлин. Годину дана после тога, Вистова је напустила серију, а заменио ју је сенатор у пензији Фред Далтон Томпсон као окружни тужилац Артур Бренч који је направљен да код њега све буде по пропису него код његових претходника у окружном тужилаштву и био је непосредно реаговање на нападе 11. септембра 2001. године. У серији није поменуто шта је било са Нором Луин, мада су продуценти рекли да је њен лик био само в.д. окружног тужиоца.
После 12 година у серији Ред и закон, Орбак је најавио у марту 2004. године да напушта серију и прелази у огранак Ред и закон: Суђење пред поротом. Лени Бриско је отписан тако што је отишао у пензију и касније прихватио место истражитеља у окружном тужилаштву. Њега је у 27. испостави заменио детектив Џо Фонтана ког је тумачио Денис Ферина. Тада Орбак још није износио разлог свог одласка, али је на крају откривено да се борио са карциномом простате (више од 10 година) и да му је улога у Суђењу пред поротом направљена тако да буде мање захтевна него што му је улога у изворној серији била. Међутим, Орбак је умро од карцинома 28. децембра 2004. године па се појавио само у прве две епизоде Суђења пред поротом. Његов лик је после отписан тако што је такође умро без приказивања, иако то није откривено у изворној серији све до епизоде „Спалити легитимацију” у 18. сезони.
Половином 15. сезоне, Ромова је напустила серију. Њен последњи призор у серији, у епизоди „Није то љубав”, покренуо је контраверзу међу обожаваоцима јер је ПОТ Садерлинова питала Артура Бренча да ли ће добити отказ зато што је лезбејка, а ту чињеницу сценаристи до тада уопште нису износили. Волф је рекао да је одлазак Ромове био неочекиван, а она је напустила серију у јануару 2005. године. Неколико сезона се она често противила ставовима Мекоја и Бренча па је он мислио да ће бити боља као заступница него тужитељка. Њу је заменила Ени Перис као помоћница окружног тужиоца Александра Борџија.
Пред крај сезоне, Мартин је раније завршио са снимањем како би снимао филм Кирија. Ед Грин је привремено отписан тако што је рањен на дужности, а током опоравка га је мењао детектив Ник Фалко ког је тумачио Мајкл Империоли који се раније појавио као осумњичени за убиство у епизоди „Покајање” у 6. сезони. Перисова је напустила серију после 16. сезоне (ПОТ Борџија је отписана тако што је убијена), а Ферина је убрзо после тога најавио да и он напушта Ред и закон како би се посветио другим пословима. Детектив фонтана је отписан тако што је отишао у пензију без приказивања.
У том тренутку, уредници НБЦ-а су веровали да серија залази у године јер је гледаност почела да опада после Орбаковог одласка. Ферину обожаваоци никад нису заволели кад је заменио Орбака и осетило се да главна постава не може да се уклопи као некад. Како би живнуо серију, Волф је заменио Перисову Аланом де ла Гарзом у улози помоћнице окружног тужиоца Конзуеле "Кони" Рубирозе, а Мартинов Грин је унапређен у старијег детектива и добио нову ортакињу детективку Нину Кесиди, коју је тумачила Милена Говић са којом је Волф сарађивао на краткој серији Пресуда, која је била прва детективка у серији.
Међутим, испало је да су Говићеву обожаваоци још мање заволели него њеног претходника па је она напустила серију после једне сезоне уз објашњење да је посао детективке Кесиди у испостави био привремен и да је премештена. Њу је заменио Џереми Систо, који је пре тога играо заступника у епизоди „Породични час” у 17. сезони, као детектив Сајрус Лупо. Отприлике у исто време, Томпсон је најавио да напушта серију како би се посветио републичком председничком одабиру те 2008. године. У серији није дато објашњење за неприказани одлазак Артура Бренча. Вотерстонов лик је унапређен у в.д. окружног тужиоца (а касније и у окружног тужиоца у 20. сезони), а на његово претходно место извршног помоћника окружног тужиоца дошао је Мајкл Катер ког је тумачио Линус Роуч.
Мартин је касније најавио да ћe нaпустити серију други и последњи пут крајем 18. сезоне како би се бавио и другим радовима, а детектив Грин је отписан тако што је дао отказ због сагорелости. Њега је заменио Ентони Андерсон као детектив Кевин Бернард. 2010. године, Меркерсонова је најавила да ће напустити серију после 20. сезоне док би поручници ван Бјурен дата дуга прича о борби са раком грлића материце. Међутим, укидање серије је мало изменило ту причу.
Како је 28. септембра 2021. године серија обновљена за 21. сезону, дана 1. новембра исте године објављено је да је Џефри Донован ушао у главну поставу за 21. сезону. Дана 23. новембра 2021. године објављено је да се Хју Денси придружио главној постави за 21. сезону. Дана 10. децембра 2021. откривено је да је Камрин Менхајм добила улогу поручнице Кејт Диксон, наследнице Меркерсониног лика поручнице Аните ван Бјурен. Менхајмова је глумила споредне ликове у претходним сезонама серије. Дана 15. децембра 2021. објављено је да ће се Одеља Халеви придружити главној постави као помоћница окружног тужиоца Саманта Марун. 21. сезона серије „Ред и закон“ је дебитовала 24. фебруара 2022. године, а Џефри Донован је дебитовао као Бернардов ортак Френк Косгров.
Дана 10. маја 2022. НБЦ је обновио серију за 22. сезону. Касније истог месеца, објављено је да се Андерсон неће вратити у нову сезону. Вотерстон је 7. јуна потписао нови уговор о повратку у 22. сезону чиме је постао најдуговечнији члан глумачке поставе у серији. Недељу дана касније је објављено да се Мекад Брукс придружио главној постави заменивши Андерсона. Дана 15. новембра 2023. објављено је да се Донован неће враћати у 23. сезони. Недељу дана касније, Рид Скот се придружио глумачкој екипи за 23. сезону као детектив Винсент Рајли, заменивши Донована. Дана 2. фебруара 2024. објављено је да ће Вотерстон напустити серију, а глумачкој постави се придружио Тони Голдвин као окруни тужилац Николас Бакстер. Дана 10. маја 2024. објављено је да ће Камрин Менхајм напустити серију након 23. сезоне. Дана 22. јула 2024. Мора Тирни је изабрана као нова поручница Џесика Брејди за 24. сезону која ће заменити Менхајмову. Дана 18. јула 2025. године објављено је да Мекад Брукс одлази након три сезоне, што је била „заједничка одлука“ и глумца и продуцената.

## Формат
Епизоде серије Ред и закон су по обичају подељене на два дела, угрубо по средини епизоде. Први део прати полицију и истражитељски део, а други правни и судски ток. Серија мало залази у приче личне животе главних ликова и усредсређује се уместо тога највише на њихов рад на случајевима представљеним у епизодама.

### Полицијски део
Током већине емитовања серије Ред и закон, хладно отварање или увод у епизоду почињао је откривањем злочина, обично убиства. Призор обично почиње приказивањем свакодневнице у Њујорку. Понекад би грађани открили злочина, а понекад би се десио на јавном месту па би они били сведоци или жртве злочина. Изузетак су раније сезоне, углавном прва и друга, у којим би злочин открио пар полицајаца у униформама у патроли пре него што је хладно отварање замењено брзим приказом жртвиних последњих тренутака живота, слично уводу у серији Ред и закон: Злочиначке намере.
Полицију у серији представља Одељење за убиства 27. полицијске испоставе Њујорка. У серији није необично да детективи такође истражују и друге случајеве, а не само убиства и покушаје убистава па су се тако истраживале отмице и силовања (ово друго повремено до девете сезоне пре почетка серије Ред и закон: Одељење за специјалне жртве). Међутим, у правом свету такве случајеве истражују друга одељења и јединице.
Гледаоцима се приказују два детектива Одељења за убиства, старији (обично са дугогодишњим стажом) и млађи (обично млад, али способан) детектив који извештавају непосредно свог надређеног у испостави (било да је поручник или капетан). Кад стигну на место злочина, они прво разговарају са службеником или криминалистичким техничарем Јединице за место злочина (ЈМЗ-ом) који је први дошао који их обавештава о свему што је до тада сазнао. Тек током прелиминарног увиђаја места злочина, детективи примећују трагове и размишљају о објашњењима после које иде досетка-две, а онда уводна шпица.
Детективи су често имали мало или нимало трагова − понекад нису знали ни име жртве − па су прво морали доћи до неколико слепих улица док нису пронашли највероватнијег осумњиченог или осумњичене. Истрагу су започињали на место злочина разговором са било којим сведоком док су им техничари ЈМЗ-а помагали обрадом места злочина и прављењем прикладног предавања доказа Судској медицини, Криминалистичкој лабораторији и Доказном складишту СУП-а. ЈМЗ има доста алатки на располагању за обраду места злочина међу којима су и материјали за узимање отисака прстију, стопала и трагова гума, праћење путање метака испаљених кроз прозор и хемикалије потребне за посматрање крви под посебним светлом који су иначе невидљиви голом оку. Јединица је такође обучена да обради место злочина у опасном окружењу, на пример током нуклеарног, биолошког или хемијског напада.
Специјалиста судске медицине (ССМ) се такође приказује како односи тело са места злочина и касније обавља обдукцију жртве или жртава и доноси још трагова о жртвином узроку и времену смрти (понекад се долази до имена жртве преко зубног картона или отисака прстију) што детективи читају из ССМ-овог обдукцијског налаза и разговором са ССМ-ом који је обавио обдукцију.
Када детективи сазнају име жртве, они обавештавају родбину или вољене о смрти и покушавају да добију још података о жртвином животу или могућем осумњиченом. Детективи настављају своју истрагу разговором са сведоцима или могућим осумњиченим како би открили где је жртве последњи пут била и какво јој је стање ума било (разговором са жртвином породицом, пријатељима или сарадницима). Понекад на некога посумњају да је извршио злочин па пробијањем покрића откривају где је последњи пут био и тренутно стање ума тренутног осумњиченог разговором са људима из његовог живота све док га потпуно не искључе или потврде са сигурношћу као осумњиченог.
У каснијим сезонама, видео-надзор, ГПС и праћење мобилних је коришћено за проналажење осумњиченог или осумњичених и жртвиних кретања од стране полиције. Детективи понекад чак и траже од жртве или сведока да погледају слике злочинаца или да дођу на препознавање како би покушали да препознају осумњиченог или осумњичене. Ако се посумња на повезаност са багром или дрогом, детективи разговарају са другим полицијским јединицама или одредима који с усавршени за те злочине. Понекад се обраћају и доушницима како би видели да ли су они чули нешто по улицама о злочину.
Детективи такође посећују криминалистичку лабораторију како би поднели или видели доказе (на пример, отиске прстију, ДНК, балистику итд), такође проверавају и личне податке као што су финансијско стање и кривична прошлост жртве и главног осумњиченог. У неким деловима, психолози и/или психијатри су позвани како би дали увид у понашање или модус операнди осумњиченог. Детективи све време извештавају свог надређеног, обавештавају га и бивају саветовани како најбоље ићи даље.
Кад су детективи сигурни да имају правог осумњиченог или осумњичене, они случај подносе свом надређеном који одлучује да ли има довољно за налог за претрес и/или хапшење (мада се понекад надређени саветује са окружним тужилаштвом да види да ли је случај довољно јак) и да ли је појачање (полицајци у униформи или наоружана ударна екипа) потребно. Детективи тада хапсе осумњиченог или осумњичене и очитавају им Мирандина права, иако понекад морају да јуре оптуженог улицама Њујорка.
Призор може да се пребаци на собу за саслушање у којој детективи саслушавају осумњиченог или осумњичене док или не признају, не затраже заступника, не појави се заступник и каже осумњиченом да више не говори или помоћник окружног тужиоца из окружног тужилаштва не одлучи да има довољно за оптужницу.

### Тужилачки део
Случај онда преузима пар тужиоца који представљају Окружно тужилаштво Њујорка, извршни помоћник окружног тужиоца (ИПОТ) и помоћник окружног тужиоца (ПОТ). За разлику од многих других правних драма (на пример Браниоци, Метлок, Пери Мејсон, ЛА Закон), судски поступци су приказани са тужилачке стране гледишта при чему главни ликови покушавају да докажу кривицу оптуженог, а не невиност. Два тужиоца се такође саветују током суђења са својим шефом, окружним тужиоцем, у вези случаја јер окружни тужилац који је званично изабран понекад уноси политичко разматрање како би донео одлуке у вези тужења разним наводних оптужених.
ПОТ се обично појављује у делу кад се на суду чита оптужница у ком се оптужени изјашњавају (обично да нису криви) и услови јемства одређују. Међутим, понекад се појаве и раније током епизоде у полицијском делу како би обезбедили нагодбу за податак или како би одлучили да ли детективи имају довољно за налога за претрес и/или хапшење.
После читања оптужнице оптуженима, ИПОТ и ПОТ се састају са оптуженим и његовим заступником како би поразговарали о нагодби. Тужиоци износе доказе против осумњиченог, а заступник указује на рупе у случају тужилаштва и друга објашњења за злочин или говори о својој стратегији на суду. Састанак се обично завршавао одбацивањем нагодбе и одлуком оптуженог и заступника да се иде на суђење, мада се ти састанци могу десити и поново касније током епизоде ако се нови подаци открију.
Тужилаштво се онда спрема за суђење на Врховном суду Њујорка. У то могу бити укључени провера закона, припреме сведока и разврставање важних доказа. Како би ојачали случај, екипа може да спроведе своју истрагу, понекад уз помоћ полиције, иако би у правом животи то радила Истражна јединица Окружног тужилаштва.
Неке епизоде имају законске делове без сведочења и сведока, па и саслушања, где се често расправља о прихватљивости доказа, одабиру пороте и расподеле, обично као исход нагодбе. У многим епизодама било је изузећа доказа, а већина се завршавала тако што су докази или изјаве биле изузете, често због техникалија. То обично почиње уручивањем захтева екипи тужилаштва после чега иде расправа па навођење неког сличног ранијег случаја као пример судији на суду и завршава се реаговањем заступника на добитак или губитак. Понекад се о захтеву расправља на Жалбеном суду Њујорка како би се добила закључна пресуда.
Током суђења, оба тужиоца (обично ИПОТ) и заступник износе случај пред поротом. Обојица испитују и унакрсно испитују сведоке о аргументима у свом случају или усађују семе сумње у противнички случај. Понекад људе које је полиција саслушала у првом делу епизоде (сведоке, раније осумњичене и чланове породице и оптуженог или оптужених и жртве или жртава) враћају да сведоче за онога који их је позивом позвао. Такође, стручно мишљење дају специјалиста судске медицине, техничари криминалистичке лабораторије (око отисака прстију, ДНК анализе и балистичке анализе) и психолози или психијатри (ако се оптужени брани неурачунљивошћу). И једни и други противе се ако ово друго крене противно оном што закон налаже (навођење/притискање сведока, прихватање чињеница, а не доказа) после чега судија или усвоји (прихвата) или одбија приговор. Судија понекад и тражи да му тужилац и заступник приђу или дођу у његове одаје на даљу расправу без пороте.
Многе епизоде користе необичан сценарио одбране као што су умањена одговорност (генетика/телевизија/Бог/зло ме је натерало и одбрана тровањем) и привремена неурачунљивост (бели, црни или спортски бес). Неке епизоде баве се скрупулозним или етичким расправама о праву на смрт (еутаназија), праву на живот (побачај), смртној казни и праву на држање и ношење оружја (контрола оружја).
Крајем суђења, порота се повлачи да донесе пресуду (што се не приказује) и ако се суђење настави, да прочита пресуду (да ли је оптужени крив или није крив) суду. Код обе пресуде приказује се реаговање обе стране при чему код пресуде да је оптужени крив, оптуженом дежурни ставља лисице и одводи га да чека изрицање казне сем ако није проглашен неурачунљивим што обично значи слање у безбедну установу. Ако је оптужен проглашен да није крив, он бива пуштен и захваљује заступнику и придружује се породици. Публици је такође приказан поглед тужилаца на породицу жртве како би се видело њихово позитивни или негативно реаговање на пресуду.
Призор онда приказује одлазак тужилаца са посла или суда кући док разговарају о истинској кривици оптуженог, сценарију који је одбрана користила или скрупулозној или етичкој ствари која је била у средишту епизоде. Некад последњих пар минута може бити у тужилаштву или казниони где тужилац износи последњу понуду оптуженом или заступник сам тражи од тужилаштва. У таквом случају, оптужени понекад бива приказан како признаје злочин судији. У неколико епизода, коначна пресуда или исход понуђене нагодбе понекад не бива приказан публици.

### Истргнуто с' наслова
Често радња неког дела епизоде личи на препознатљиви део неког стварног случаја. У ранијим сезонама, појединости тих случаја блиско су пратили праве приче као што је то био случај у епизоди „Блуз са младићем из метроа” прве сезоне у којој је жена упуцала два пљачкаша који су покушали да је опљачкају као што се слично десило у случају Бернарда Геца. Још једна епизода из исте сезоне „Ван полусветлости” усредсредио се на случај силовања црнкиње који је личио на случај Таване Броли. Овај начин "истргнуто с' наслова" види се у уводној шпици која се састоји од слика из новина и слика у високој резолуцији. Још једна епизода прве сезоне, „Отровни бршљан”, је рађена по мотивима случаја Едмунда Перија када је полицајац црнца вуковца који је чинио кривично дело пред њим док се враћао у град пошто је недавно завршио средњу школу Лига бршљана. Касније сезоне користиле су праве случајеве као подстрек, али су се чињенице знатно разликовале. ТО се често радило због јачине дотичног случаја, обично додавањем убиства. Као исход тога, радња би се знатно разликовала од правог догађаја који су били подстрек за епизоду. Рекламе за епизоде које су настале по правим случајевима редовно су користиле фразу "истргнуто с' наслова", иако је натпис на почетку и крају епизоде говорио да су прича и ликови измишљени. Такав облик истраживао је различите исходе и побуде које би слични догађаји имали под другим околностима.
Неке жртве правих кривичних дела осећале су се искоришћено, а један заступник, Рави Батра, отишао је толико далеко да је тужио серију 2004. године због блаћења.

## Епизоде
Серија Ред и закон почела је 13. септембра 1990. године на каналу НБЦ, а снимљено је 456 епизода.
| Сезона | Сезона | Епизода | Премијерно емитовање | Премијерно емитовање |
| Сезона | Сезона | Епизода | Почетак емитовања    | Завршетак емитовања  |
| ------ | ------ | ------- | -------------------- | -------------------- |
|        | 1      | 22      | 13. септембар 1990.  | 9. јун 1991.         |
|        | 2      | 22      | 17. септембар 1991.  | 12. мај 1992.        |
|        | 3      | 22      | 23. септембар 1992.  | 19. мај 1993.        |
|        | 4      | 22      | 15. септембар 1993.  | 25. мај 1994.        |
|        | 5      | 23      | 21. септембар 1994.  | 24. мај 1995.        |
|        | 6      | 23      | 20. септембар 1995.  | 22. мај 1996.        |
|        | 7      | 23      | 20. септембар 1996.  | 22. мај 1997.        |
|        | 8      | 24      | 24. септембар 1997.  | 20. мај 1998.        |
|        | 9      | 24      | 23. септембар 1998.  | 26. мај 1999.        |
|        | 10     | 24      | 22. септембар 1999.  | 24. мај 2000.        |
|        | 11     | 24      | 18. октобар 2000.    | 23. мај 2001.        |
|        | 12     | 24      | 26. септембар 2001.  | 22. мај 2002.        |
|        | 13     | 24      | 2. октобар 2002.     | 21. мај 2003.        |
|        | 14     | 24      | 24. септембар 2003.  | 19. мај 2005.        |
|        | 15     | 24      | 22. септембар 2004.  | 18. мај 2005.        |
|        | 16     | 22      | 21. септембар 2005.  | 17. мај 2006.        |
|        | 17     | 22      | 22. септембар 2006.  | 18. мај 2007.        |
|        | 18     | 18      | 2. јануар 2008.      | 21. мај 2008.        |
|        | 19     | 22      | 5. новембар 2008.    | 3. јун 2009.         |
|        | 20     | 23      | 25. септембар 2009.  | 24. мај 2010.        |
|        | 21     | 10      | 24. фебруар 2022.    | 19. мај 2022.        |
|        | 22     | 22      | 22. септембар 2022.  | 18. мај 2023.        |
|        | 23     | 13      | 18. јануар 2024.     | 16. мај 2024.        |
|        | 24     | 22      | 3. октобар 2024.     | 15. мај 2025.        |

| Филм | Филм   | Премијерно емитовање | Премијерно емитовање |
| Филм | Филм   | Почетак емитовања    | Завршетак емитовања  |
| ---- | ------ | -------------------- | -------------------- |
|      | Изгнан | 18. новембар 1998.   | 18. новембар 1998.   |

## Приказ емитовања
Серија је почела 13. септембра 1990. године, а завршила се 24. маја 2010. године са 456 снимљених епизода. Серија се емитовала 20 сезона на каналу НБЦ и била је њихова најдуже емитована криминалистичка драма и једнака са драмом ударног термина Дим из пиштоља.
| 1  | 22 | Уторком у 22:00                                  | 13. септембар 1990. | 9. јун 1991.  | 1990–91 | 12.10 | 46 |
| 2  | 22 | Уторком у 22:00                                  | 17. септембар 1991. | 12. мај 1992. | 1991–92 | 12.30 | 46 |
| 3  | 22 | Средом у 22:00                                   | 23. септембар 1992. | 19. мај 1993. | 1992–93 | 10.20 | 56 |
| 4  | 22 | Средом у 22:00                                   | 15. септембар 1993. | 25. мај 1994. | 1993–94 | 11.90 | 38 |
| 5  | 23 | Средом у 22:00                                   | 21. септембар 1994. | 24. мај 1995. | 1994–95 | 11.60 | 27 |
| 6  | 23 | Средом у 22:00                                   | 20. септембар 1995. | 22. мај 1996. | 1995–96 | 10.90 | 24 |
| 7  | 23 | Средом у 22:00                                   | 18. септембар 1996. | 21. мај 1997. | 1996–97 | 10.50 | 27 |
| 8  | 24 | Средом у 22:00                                   | 24. септембар 1997. | 20. мај 1998. | 1997–98 | 14.10 | 24 |
| 9  | 24 | Средом у 22:00                                   | 23. септембар 1998. | 26. мај 1999. | 1998–99 | 13.80 | 20 |
| 10 | 24 | Средом у 22:00                                   | 22. септембар 1999. | 24. мај 2000. | 1999–00 | 16.30 | 13 |
| 11 | 24 | Средом у 22:00                                   | 18. октобар 2000.   | 23. мај 2001. | 2000–01 | 17.70 | 11 |
| 12 | 24 | Средом у 22:00                                   | 26. септембар 2001. | 22. мај 2002. | 2001–02 | 18.70 | 7  |
| 13 | 24 | Средом у 22:00                                   | 2. октобар 2002.    | 21. мај 2003. | 2002–03 | 17.30 | 10 |
| 14 | 24 | Средом у 22:00                                   | 24. септембар 2003. | 19. мај 2004. | 2003–04 | 15.90 | 14 |
| 15 | 24 | Средом у 22:00                                   | 22. септембар 2004. | 18. мај 2005. | 2004–05 | 13.00 | 25 |
| 16 | 22 | Средом у 22:00                                   | 21. септембар 2005. | 17. мај 2006. | 2005–06 | 11.20 | 35 |
| 17 | 22 | Петком у 22:00                                   | 22. септембар 2006. | 18. мај 2007. | 2006–07 | 9.40  | 54 |
| 18 | 18 | Средом у 22:00                                   | 2. јануар 2008.     | 21. мај 2008. | 2007–08 | 9.70  | 38 |
| 19 | 22 | Средом у 22:00                                   | 5. новембар 2008.   | 3. јун 2009.  | 2008–09 | 8.20  | 62 |
| 20 | 23 | Петком у 20:00 (1−12) Понедељком у 22:00 (13−23) | 25. септембар 2009. | 24. мај 2010. | 2009–10 | 7.20  | 60 |
| 21 | 10 | Четвртком у 20:00                                | 24. фебруар 2022.   | 19. мај 2022. | 2021–22 | 5.92  | 39 |
| 22 | 22 | Четвртком у 20:00                                | 22. септембар 2022. | 18. мај 2023. | 2022–23 | 5.88  | 34 |
| 23 | 13 | Четвртком у 20:00                                | 18. јануар 2024.    | 16. мај 2024. | 2023–24 | 5.80  | 36 |

### Репризирање и гледање
Репризе серије Ред и закон почеле су на кабловској телевизији A&E током сезоне 1995−96. Приказивање на A&E донело је нову, много већу публику него тадашњим недељним епизодама на НБЦ-у. A&E није емитовао епизоде после 2002. године јер је цена по новом уговору била четвороструко већа него по старом. Од 2019. године, серија се приказује на каналима Ион, Санденс ТВ, ТНТ, We TV, ВГН Америка и Баунс ТВ.
Од средине 2020. године, одабране сезоне серије Ред и закон доступне су за гледање на Пикоку заједно са серијама Чикашки ватрогасци, Чикашки СУП, Чикашко здравство, Ред и закон: Одељење за специјалне жртве и Ред и закон: Злочиначке намере. Међутим, за разлику од неких серија на Пикоку, међу којима су и одабране сезоне серије Ред и закон: Одељење за специјалне жртве, које су бесплатне, приступ серији Ред и закон захтева претплату.

## Укидање и покушај оживљавања
Дана 14. маја 2010. године, НБЦ је званично укинуо Ред и закон и одлучио да место њега покрене серију Ред и закон: Лос Анђелес и продужи Ред и закон: Одељење за специјалне жртве за дванаесту сезону. Творац Дик Волф наставио је да притиска продуцента серије НБЦ Универзал да направи уговор са ТНТ-ом који је држао права за репризирање серије како би серија добила двадесетпрву сезону ако би се одговарајућа дозвола могла наћи. Преговори две телевизије почели су унапред. Међутим, из ТНТ-а су рекли у изјави да их не занима продужавање серије у нову сезону.
Пошто су преговори са ТНТ-ом пропали, кабловски канал АМЦ размишљао је да оживи Ред и закон, међутим, покушаји су пропали, а творац Дик Волф је рекао да се серија сад "преселила у уџбенике за повест".
У фебруару 2015. године, НБЦ је размишљао да врати серију на 10 епизода.

## Огранци, везе и обраде
Дуговечност и успех серије Ред и закон изродили су шест америчких телевизијских серија (Ред и закон: Одељење за специјалне жртве, Ред и закон: Злочиначке намере, Ред и закон: Суђење пред поротом, Ред и закон: Лос Анђелес, Ред и закон: Истинити злочин и Ред и закон: Организовани криминал) као и филм Изгнан: Филм Ред и закон где се код свих користи име Ред и закон. Иако се у почетку јавио страх да би неуспех тих серија могао нашкодити изворној серији, осетило се да је имену потребна марка због жеље за рекламом у виду нових творевина. Како би се разликовала од осталих серија у франшизи, Ред и закон су продуценти и критичари често помињали као "Матицу".
Серија (и њени огранци) дели простор са серијом Убиство: Живот на улици и такође су имале неколико унакрсних епизода.
Изворна серија је такође обрађена за британску телевизију под називом Ред и закон: ВБ, а место радње премештено је у Лондон. На сличан начин је Ред и закон: Злочиначке намере обрађен за француску и руску телевизију под називима Ред и закон: Париз и Ред и закон: Преступнички умови, а Ред и закон: Одељење за специјалне жртве, такође за Русију, под називом Ред и закон: Одељење оперативних истрага.

## Награде и почасти
Серија Ред и закон одабирана је за бројне награде у телевизијској индустрији током свог емитовања. Између осталих награда су награда Еми за најбољу драмску серију 1997. године, глумачку награду за изванредног глумца у драмској серији коју су освојили Сем Вотерстон 1999. године и Џери Орбак (постхумно) 2005. године и бројне Едгареве награде за најбољу епизоду телевизијске серије.
2002. године, Ред и закон нашао се на 24. месту списка 50. Највећих серија свих времена "ТВ водича". Серија се такође нашла на 27. месту списка "Нових ТВ класика" Недељне забаве.
2013. године, ТВ водич ставио је Ред и закон на 14. место списка "60 Највећих серија свих времена".

## Кућна издања
Комплет под називом Продукцијска збирка Ред и закон издата је на касетама 2000. године. На комплету од 3 касете било је 6 епизода серије.
Студио "Универзал" издао је четрнаест сезона на ДВД-у у 1. области као и целу серију. Комплет "Ред и закон: Цела серија" садржи свих 20 сезона. Свака сезона је засебно пакована (на тракасти начин) са потпуно новим омотом (међу којима су и нови омоти за већ издате сезоне). Комплет такође садржи књигу од 50 страна под називом "Водич кроз епизоде". У комплету су имена епизода и радње, посебни додаци, чињенице о стварању серије, белешке и преко 80 слика у боји. У 2. области, "Универзал плејбек" издао је првих седам сезона на ДВД-у у Великој Британији. У 4. области, Universal Pictures издао је свих 20 сезона на ДВД-у у Аустралији и на Новом Зеланду.

## Напомена
1. ↑  Лик Макса Гривија се појавио на почетку 1. епизоде 2. сезоне, али га је тумачио непотписани дублер.
2. ↑  Прва епизода двадесетдруге сезоне је премијерно приказана ван свог термина у четвртак у 22:00.